# Липецкий станкостроительный завод
Ли́пецкий станкострои́тельный заво́д — в прошлом крупное промышленное предприятие в городе Липецке. Производство прекращено, здания перепрофилированы.

## История
В 1916 году на перекрёстке улиц Советская и Пушкина были сооружены производственные цеха, в которых производилась сборка самолётов.
Механический завод был основан в 1929 году из механических мастерских и профессионально-технической школы. Завод расположился на территории бывшей Воронежской рощи.
В 1933 году его переименован в Ремонтно-тракторный завод.
В 1956 году завод переименован в Липецкий станкостроительный завод. В процессе развития завода осваиваются новые виды продукции и увеличивались объемы производства. Запущенные в производство станки позволяют отказаться от приобретения подобного оборудования по импорту. Продукция завода экспортировалась во многие страны.
В 1970 году ввели в строй корпуса главного сборочного (на 2000 единиц металлорежущих станков в год) и заготовительно-штамповочного (площадь 6,5 тыс. м²) цехов. В 1976 году — еще одного сборочного цеха.
В 1984 году построен корпус инженерных служб площадью 6 тыс. м².
К 1990-м годам предприятие стало Липецким станкостроительным объединением. В начале 1990-х его акционировали.
В 1993 году на нём начали производить трактора (5,5 тыс. штук в год). В 1995 году появился корпус сборки линейных подшипников для высокоточных станков.

## Производство
В первое время своего существования Ремонтно-тракторный завод выпускал станки «Квиквейн» для шлифования клапанов тракторных двигателей.
В годы Великой Отечественной войны здесь выпускались стаканы (гильзы) бронебойных артиллерийских снарядов для 45-миллиметровой пушки.
В 1952 году освоен выпуск токарно-винторезных станков модели 1А62. В 1960 году завод перешел на выпуск плоскошлифовальных станков моделей 3Б722, 3Б740, затем модернизированный в 3Б741.
В 1977 году были сняты с производства станки моделей 3Б722, 3Б741 и запущен выпуск плоскошлифовальных станков модели 3Д722, 3Д741. В 1980—1982 годах разработаны и запущены в производство станки моделей ЛШ-155, ЛШ-165 для обработки поршневых колец. В 1980 году завод перестал выпускать станки моделей 3Д722, 3Д741 и запущен выпуск плоскошлифовальных станков модели 3Л722, 3Л741.
В 1991 году запущены в производство плоскошлифовальные станки модели ЛШ321. В 1992—1995 годах спроектированы и освоены к выпуску станки моделей ЛШ-220, ЛШ-233 для глубинного шлифования лопаток турбинных двигателей в авиа- и кораблестроении.
В 1995 году освоен выпуск линейных опор качения и линейных направляющих качения различного типоразмера. Запущены в производство модели плоскошлифовальных станков ЛШ402, ЛШ322.

## Сегодняшний день
Сегодня предприятие существует де-юре. К началу 2009 года главный производственный корпус завода прекратил своё существование — он был перестроен в торгово-развлекательный комплекс «Европа». Другие цеха были ранее также перестроены под торговые предприятия, либо снесены. Административное здание арендовано различными фирмами. Но склады ещё там стоят, похоже всего под арендой.

### Преемники
Часть оборудования и специалистов крупного завода образовали малые предприятия, сохранив станкостроительный профиль. На 2020 год известны два предприятия, обосновавшихся на других промышленных площадках Липецка и заявляющих преемственность ЛСЗ: «Липецкий станкозавод "Возрождение"» и «Липецкое станкостроительное предприятие» (АО «СТП-ЛСП»)